# Rudarsko-geološko-naftni zbornik
Rudarsko-geološko-naftni zbornik (RGN zbornik) je hrvatski znanstveni časopis koji izlazi od 1989. godine

## Opći podatci o časopisu
Savjet Rudarsko-geološko-naftnog fakulteta Sveučilišta u Zagrebu na svojoj 2. sjednici održanoj 29. siječnja 1988. godine izglasao je odluku o izdavanju stalne godišnje znanstvene periodike "Rudarsko-geološko-naftni zbornik". Prvi broj Zbornika izašao je povodom značajnih jubileja u 1989. godini: (a) 70 godina od osnivanja "Stolice i zavoda za mineralogiju i geologiju" na Tehničkoj visokoj školi u Zagrebu, (b) 50 godina od osnivanja "Odsjeka za rudarstvo i metalurgiju" na Tehničkom fakultetu Sveučilišta u Zagrebu, (c) 40 godina od osnivanja studija Naftnog rudarstva na Rudarskom odsjeku Tehničkog fakulteta Sveučilišta u Zagrebu, te (d) 20 godina od osnivanja "Više rudarske geoistraživačke škole" u Varaždinu, koja je kao "Viša geotehnička škola" tada bila u sastavu Rudarsko-geološko-naftnog fakulteta Sveučilišta u Zagrebu.
U Zborniku se objavljuju radovi iz znanstvenih područja prirodne znanosti (1.01. Matematika, 1.02. Fizika, 1.03. Geologija, hrvatska klasifikacija) i tehničke znanosti (2.10. Rudarstvo, nafta i geološko inženjerstvo, 2.14. Zrakoplovstvo, raketna i svemirska tehnika, HR klas.), odnosno brojni sadržaji iz znanosti o Zemlji i inženjerstva. Danas je Zbornik jedan od vodećih hrvatskih znanstvenih časopisa u područjima i poljima koja pokriva.
Zbornik izlazi od 2012. godine dva puta, u 2016. godini tiskan je tri puta, a od 2017. godine počinje izlaziti četiri puta na godinu. Zadnji broj u godini dostupan je prije ili na dan zaštitnice (i) rudara, sv. Barbare, 4. prosinca. Mrežna izdanja na raspolaganju su okvirno mjesec dana prije tiskanih.

## Podatci o dostupnosti, indeksiranju i arhiviranju
Refererira se u: Chemical Abstracts, Emerging Sources Citation Index (Thomson Reuters, WoS, Core Collection), Engineering Village /EI Compendex + Geobase + GeoRef AGI/ + Fluidex + Scopus (Elsevier), Geotechnical abstracts, Google Scholar (via PDFs on http://hrcak.srce.hr/rgn-zbornik), Petroleum Abstracts, Referativnij žurnal.
Akademske baze i pretraživači (otvorena pristupa): DOAJ (od 2016. nosi znak kvalitete "DOAJ seal"), DOI (CrossRef), Geoscience e-journal, Electronic Journals Library, Hrčak, Petroleum Abstracts, JournalSeek.
Komercijalne baze i pretraživači: EBSCO Publishing Services, ProQuest (SciTech, Natural Science, Environmental Science, Earth Science, Technology Collection, Materials Science collections).
Zbornik je časopis otvorene vrste što znači da elektroničke inačice članaka su u cijelosti dostupne čitateljima bez ikakve naknade ili registracije. Pri njihovoj uporabi vrijedi licencija "Creative Commons"  (vrste BY, http://creativecommons.org/licenses/by/4.0/ ).
Izdavačka prava i autorska pohrana su također opisani na stranicama organizacije Sherpa (usluga RoMEO) koju održava Sveučilište u Nottinghamu (http://www.sherpa.ac.uk/romeo/search.php?issn=0353-4529).

## Etički kodeks
Etički kodeks je dostupan na stranicama uredništva.

## Podaci
- Mrežna inačica: ISSN 1849-0409
- Tiskana inačica: ISSN 0353-4529
- UDK: 622:55

## Vanjske poveznice
- Mrežne stranice RGN zbornika
- Mrežna arhiva RGN zbornika
- Rudarsko-geološko-naftni zbornik Hrvatska tehnička enciklopedija, portal hrvatske tehničke baštine. LZMK